# Vallée de Pomona

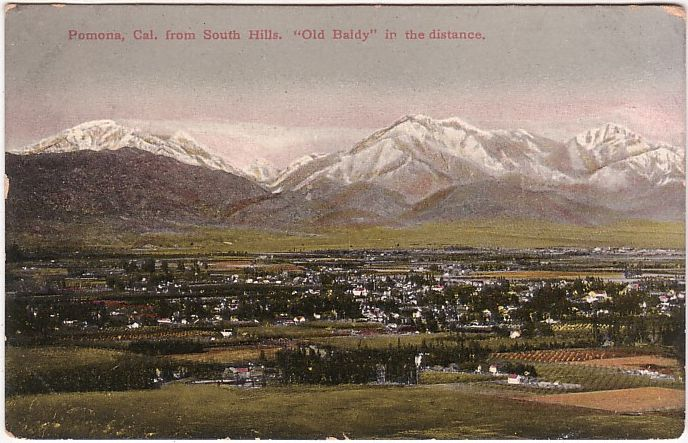
Carte postale de 1910 sur laquelle figure la vallée de Pomona

Faisant partie de l'agglomération de Los Angeles, la vallée de Pomona relie la partie Est de la mégapole (San Bernardino - Riverside), à la partie Ouest (Los Angeles).

## Villes et communautés
- Chino
- Chino Hills
- Claremont
- Diamond Bar
- La Verne
- Montclair
- Ontario
- Phillips Ranch
- Pomona
- Rancho Cucamonga
- San Antonio Heights
- San Dimas
- Upland